# Resident Evil 7: Biohazard
Resident Evil 7: Biohazard — компьютерная игра в жанре survival horror, являющаяся частью основной серии Resident Evil. Разработана и выпущена компанией Capcom в 2017 году для PlayStation 4, Xbox One и Microsoft Windows. Версия игры для PlayStation 4 также поддерживает режим виртуальной реальности через шлем PlayStation VR. В июне 2022 года были выпущены версии для PlayStation 5 и Xbox Series X/S. Выпущена в честь 20-летия серии игр Resident Evil. 2 июля 2024 года были выпущены версии для iPhone, iPad и Mac.
В отличие от нескольких предыдущих игр серии, представлявших собой всё более масштабные action-игры, Resident Evil 7 описывалась разработчиками и обозревателями как возвращение к истокам серии; она намеренно воспроизводит темы и образы из первой игры серии и таких фильмов ужасов, как «Техасская резня бензопилой», «Ведьма из Блэр» или «Зловещие мертвецы». Главный герой Итан Уинтерс, разыскивая пропавшую жену, Мию, проникает в заброшенный особняк в американской глубинке и попадает в руки семейства людоедов. Управляя Итаном, игрок должен исследовать особняк, решая различные головоломки, обыскивая тайники и изредка сражаясь с врагами. Большая ставка сделана на атмосферу страха и клаустрофобию, чему способствуют некоторые игровые ограничения вроде маленького инвентаря и неуязвимости некоторых противников.
Resident Evil 7 была в целом положительно принята игроками и критиками. К сильным сторонам игры относят геймплей, графику, дизайн, сюжет и общую атмосферу. Двояко была принята возможность игры в PlayStation VR: с одной стороны, это сильнее способствует погружению, но также имеет ряд технических проблем. Отрицательные отзывы получили сражения с боссами и последние часы игры.

## Игровой процесс
Управляя Итаном Уинтерсом, игрок исследует особняк, решает различные головоломки, обыскивает тайники и изредка сражается с попадающимися монстрами и боссами. В отличие от предыдущих частей основной серии игры, Resident Evil 7 является игрой от первого лица. В отличие от предыдущих частей, представлявших собой боевики с большим количеством действия и стрельбы, игра рассматривается разработчиками как чистый survival horror в более камерных и клаустрофобических условиях. В отличие от предыдущих игр, главный герой Resident Evil 7 является обычным человеком, а не подобным Джеймсу Бонду супергероем-наемником. Несмотря на более камерный стиль, в игре по-прежнему есть место экшену, но в стиле классических игр серии — у героя малое количество оружия с крайне малым боезапасом, поэтому игроку приходится выбирать — сражаться с монстрами до самого конца или убегать и прятаться от них. В новой части множество крайне жестоких сцен. В игре появляются классические элементы серии Resident Evil, такие, как необходимость разгадывать головоломки разной степени сложности, распределять скудные ресурсы и использовать лечебные травы. Такой элемент геймплея предыдущих игр, как QTE, не присутствует в Resident Evil 7. Геймплей в режиме виртуальной реальности через шлем PlayStation VR идентичен геймплею игры без шлема; игру можно полностью пройти в этом режиме.
Инвентарь в игре отображён на правой стороне и действует аналогично тому, как это делается в прошлых частях серии игры Resident Evil с очень ограниченным пространством, в которое игрок может содержать предметы. С самого начала игры в инвентаре у Итана 12 ячеек, а у Мии — 16. Как и в предыдущих частях игры, объём инвентаря героя ограничен, вследствие чего часть полученных предметов необходимо хранить в специальных ящиках, находящихся в безопасных комнатах; количество свободных мест в инвентаре может быть увеличено с помощью найденных рюкзаков. Как и в пятой части, в седьмой части использование инвентаря во время игры более реалистичное, так как его открытие не останавливает игровой процесс. Выбор предметов нужно стараться производить быстрее, так как игрок с открытым инвентарем остаётся беспомощным перед врагами.

## Сюжет

### Beginning Hour
Предыстория игры была представлена в виде отдельной демоверсии, которую пользователи могли свободно скачать через PlayStation Store. Протагонистом выступает неизвестный пленник, который приходит в себя в гостиной комнате заброшенного дома семьи Бэйкеров.
Блуждая по дому, герой находит видеокассету, датированную 1 июня 2017 года и принадлежащую съёмочной группе телешоу о паранормальных явлениях. Съёмочная группа, состоящая из оператора Клэнси Джарвиса, ведущего Питера Уолкена и продюсера Андре Стиклэнда, проникает в заброшенный особняк, который по легенде некогда принадлежал семье Бэйкеров. Члены семьи таинственным образом исчезли, а дом приобрёл дурную славу и с тех пор пустует. По ходу съёмок продюсер внезапно пропадает, а оставшиеся герои отправляются на его поиски. Найдя потайной проход, Джарвис и Уолкен в подвал дома, где находят подвешенного на сломанной трубе Стиклэнда. Последние секунды записи — кто-то приближается к Джарвису и хватает его, на записи слышны его вопли за кадром.
Закончив просмотр кассеты, герой находит тот самый проход, в котором подбирает ключ и предохранитель. От дальнейших действий игрока зависит, какую концовку он получит.

#### Концовки
- Если игрок выйдет с помощью ключа, то у самой двери его схватит Джек Бэйкер, отец семейства, и, со словами «Добро пожаловать в семью, сынок», вырубит героя.
- Если же игрок использует предохранитель, чтобы попасть на чердак, то он сможет отыскать там телефон и фото вертолёта корпорации Umbrella. По телефону игрок также будет слышать различные фразы, но итог будет один — сзади появится Джек и также нанесёт герою удар. Финальная сцена вновь возвращается к записи Клэнси. Освободившийся продюсер Стиклэнд шоу пытается освободить Джарвиса, но его убивает неизвестная женщина. Последние кадры показывают обезображенное лицо женщины крупным планом. Запись обрывается.
- Если герой в поисках ключа спустится в подвал, то Джек подопрёт дверь, оставив героя один на один с плесневиком. Если герой будет ранен (достаточно одного удара монстра), то, не дойдя до чердака или выходной двери, будет парализован разросшимся в его теле грибком. Вновь появляется Джек и, усмехаясь над несчастным, забирает с собой.
- Если же герою удастся выбраться из подвала без единого ранения и добраться до окна на чердаке, то он сможет покинуть усадьбу и добраться до цивилизации. Повествование обрывается на газетном выпуске, где анонимный источник (протагонист) рассказывает «о сумасшедшей семье в заброшенном доме», но, ввиду его нестабильного психического состояния, ему никто не верит.
- Если же герою удастся выбраться из подвала без единого ранения и ему удаётся найти  по странным подсказкам информацию о совершеных в доме 5 убийствах, он спасается и получает хорошую концовку.

По словам разработчиков, каноничной считается хорошая концовка с удачным спасением протагониста, так как из его показаний Итан узнаёт, где искать жену.

### Biohazard (основная игра)
Действие игры разворачивается спустя четыре года после событий шестой части.
Итан Уинтерс получает сообщение от своей супруги, Мии, которая пропала без вести три года назад. Поиски приводят его в заброшенный дом, где-то в городке Далви, Луизиана. Исследуя дом, Итан узнаёт, что он некогда принадлежал семье Бэйкер, также пропавшей при таинственных обстоятельствах. Спустя время он находит Мию запертой в подвале. Попытка выбраться из дома оборачивается для героя битвой за жизнь, так как в его супругу вселяется некая сила, превращающая девушку в монстра. Попутно Итан получает звонок от некой Зои, которая велит ему как можно скорее покинуть злосчастный дом. Планы героя рушит появившийся Джек Бэйкер, который силой забирает его и Мию в главный дом. Там Итан видит остальных членов семьи: жену Джека, Маргарет, их сына Лукаса и пожилую женщину. Обстоятельства позволяют герою выбраться из оков, но на его пути по-прежнему находится Джек, преследующий героя повсюду и неуязвимый для атак: как бы Итан ни пытался убить его, отец семейства постоянно возвращается к жизни, даже после того, как застрелился. Ценой невероятных усилий Итану удаётся одолеть Джека и выбраться из главного дома.
Зои снова выходит с Итаном на связь. Оказывается, что она — дочь Джека и Маргарет. Семья подверглась заражению некой «инфекцией», которую можно побороть с помощью сыворотки. Поиски ингредиентов и ложатся на плечи Итана. Для этого ему нужно исследовать старый дом, в котором находится Маргарет. Одолев её, Итан находит необходимые компоненты, но внезапно его начинают посещать видения о некой девочке. Герой звонит Зои, но на другом конце ему отвечает Лукас, который похитил Зои и Мию. Он заманивает Итана в заранее оборудованную ловушками часть дома, устраивая ему различные испытания. Тем не менее, герою удаётся выбраться и обратить Лукаса в бегство. Он находит девушек в домике у реки, где Зои готовит две дозы сыворотки. Внезапно на них нападает сильно мутировавший Джек, что вынуждает Итана использовать один из шприцев, чтобы одолеть старшего Бэйкера, введя ему шприц с сывороткой. После этого перед ним встаёт выбор: кому отдать последний шприц. В зависимости от выбора игрока меняются как последующие события, так и концовка игры.
Если игрок выбрал Зои, Мия остаётся у домика, убитая горем. Зои рассказывает Итану, что заражение произошло после того, как Джек принёс в дом маленькую девочку, Эвелину, найденную им возле разбитого корабля. Внезапно Зои слышит Эвелину в своей голове и обращается в камень, а огромное неизвестное существо выбрасывает Итана из лодки. Если игрок выбрал Мию, то у домика останется Зои. Итан и Мия доплывают до разбитого корабля, где подвергаются нападению существа, которое утаскивает Итана.
Вне зависимости от выбора, далее игрок берёт под контроль Мию. Разыскивая супруга, девушка видит ту же маленькую девочку, которая называет её мамой. Впоследствии Мия обнаруживает запись, из которой узнаёт о причинах всего кошмара и восстанавливает свою память. Оказывается, что Эвелина — живое биологическое оружие. Мия являлась сотрудником неизвестной корпорации, которая должна была перевезти Эвелину для дальнейших опытов. Для этого ей и её напарнику, Алану, приходилось отыгрывать роль семьи, чтобы сдерживать девочку. Но ситуация выходит из-под контроля, Эвелина убивает всех на судне и заражает Мию плесенью. Девушка находит Итана и высвобождает его. Если игрок выбрал Мию, то она отдаёт Итану генетический материал Эвелины и выталкивает из комнаты, дабы не навредить супругу. Если же игрок выбрал Зои, то Эвелина полностью овладевает Мией, вынуждая Итана убить её.
Выбравшись из корабля, Итан пробирается в заброшенные шахты, где находится старая лаборатория. В ней он находит информацию об Эвелине, которая обладает способностью контролировать бактерии, что позволяет ей управлять заражёнными. Одержимая желанием иметь семью, девочка заразила Мию и Бэйкеров. Также герой узнаёт, что Лукас всё это время сотрудничал с некой организацией, которая дала ему сыворотку, позволяющую избежать контроля Эвелины. С помощью лабораторного оборудования Итан синтезирует токсин, способный убить девочку. Тоннели приводят его обратно в дом, где герой подвергается мощной психической атаке со стороны девочки, но всё же успевает ввести ей токсин. Когда галлюцинации исчезают, Итан видит перед собой пожилую женщину, которой и являлась Эвелина, так как её организм стареет в 25 раз быстрее обычного. Эвелина мутирует в огромное существо и пытается убить Итана. Прибывшая на место группа военных, возглавляемая Крисом Редфилдом, помогает герою справиться с монстром, после чего Итан эвакуируется на вертолёте.

#### Концовки
Концовка зависит от того, кому Итан введёт сыворотку:
- Если игрок спасает Мию, то она также будет эвакуирована.
- Если игрок спасает Зою, то улетит один.

В финале демонстрируется вертолёт спасательной группы, на котором виден логотип «Umbrella Corps».

### Not a Hero
События дополнения происходят спустя несколько часов после финала основной игры. Эвелина уничтожена, а Итан эвакуирован, но несколько агентов, отправленных арестовывать Лукаса Бэйкера, пропадают без вести в шахтах под карантинной зоной. Крис Редфилд отправляется на их поиски.
Пока Крис ищет агентов, пленённых Лукасом, есть возможность прочитать секретные файлы из его инвентаря, из которых выясняется, что после событий предыдущей игры уцелевшие сотрудники корпорации Umbrella переформировали корпорацию в частную военную компанию, занимающуюся предотвращением биологических терактов и розыском их активистов, а Крис работает на Umbrella лишь в рамках её сотрудничества с BSAA (Bioterrorism Security Assessment Alliance, Альянс Противодействия Био-Терроризму).
Исследуя подземелья, Крис натыкается на множество ловушек Лукаса: автотурели, бомбы-растяжки и вольеры с «белыми плесневиками» (из-за быстрой регенерации те неуязвимы к обычному оружию). Крис находит первого пропавшего агента, но тот погибает — Лукас подрывает его ошейник с бомбой. Пользуясь контузией Криса от взрыва, Лукас прикрепляет аналогичную бомбу к руке Криса и угрожает подорвать её, если Редфилд не отступит. Лукас сбегает, а Крис находит ключ от клетки, где содержится второй агент. Крис пытается его освободить, но это оказывается очередной ловушкой Лукаса: механическая пила обезглавливает пленника.
Пополнив своё оборудование улучшенным противогазом и прибором ночного видения, Крис проникает в наиболее укреплённый ловушками участок шахт, где содержится последний пленник — Маркез. Редфилду удаётся обезвредить ловушку и вытащить Маркеза из неё, но тот всё равно умирает — Лукас обезглавливает его бомбой-ошейником. Крис угрожает ему расправой вместо ареста, и Лукас в отместку запускает обратный отсчёт на его бомбе. Крис в поисках способа снять устройство с руки находит в подземелье канистру с жидким азотом, которым замораживает бомбу и сбрасывает её с руки.
Найдя необходимый ключ, Крис открывает в бурильной установке шахты, внутри которой Лукас натравляет на него всех своих оставшихся «питомцев». Крис с трудом отбивается от них, и раздражённый Лукас запускает процесс самоуничтожения машины. Крису с трудом удаётся выбраться оттуда и проникнуть в лабораторное крыло «Соединения», где прячется Лукас. Там Крис узнает, что Лукас убил всех исследователей лаборатории и планирует предать организацию. Пользуясь тем, что Бэйкер-младший счёл Редфилда погибшим, Крис тайком добирается до него и застаёт врасплох. Лукас сбегает в серверную лаборатории и начинает передачу данных неизвестному покупателю. Крис догоняет Лукаса и смертельно ранит его выстрелом в голову. Лукас не умирает, но процесс регенерации выходит из-под контроля, и тот, подобно своим родителям, сильно мутирует. Крис вступает в бой с Лукасом и убивает его, после чего срывает передачу данных.
В концовке Крис поднимается в усадьбу Бэйкеров с отчётом по операции, но координатор отряда сообщает, что для него осталось ещё одно задание…

### End of Zoe
События дополнения продолжают сюжет игры, отталкиваясь от выбора Итана, где тот отдаёт сыворотку Мие и уплывает с ней, обещая Зои, что найдёт способ помочь ей. Однако, Зои разочаровывается в Итане и отказывается от помощи. Желая хоть каким-нибудь образом спастись от Эвелины и её чудовищ, Зои пытается покинуть местность, но грибок в её теле кальцифицируется и прорастает, парализуя её тело.
Пару недель спустя, её находят агенты Umbrella и опознают её личность, но их вырубает Джо — старший брат Джека Бэйкера и единственный незаражённый член семьи. Джо с ужасом узнаёт в заражённой девушке свою племянницу и относит её к себе в избу, а также одного из агентов. Джо допрашивает пленника о том, что происходит с девушкой и почему местная фауна мутирует (Джо и раньше сталкивался с плесневиками и мутировавшими крокодилами). Агент объясняет, что всё здесь заражено биологическим оружием, из-за чего весь этот район находится в строгом карантине. Также он сознаётся, что у них уже есть лекарство от этого, и одна из доз находится у его напарника, которого Джо тоже вырубил и запер в сарае. Джо идёт в сарай и находит второго агента уже убитым плесневиками, но находит у него ампулу с сывороткой. Дома он вводит лекарство Зои, но девушка всё ещё в коме, а мутация отступает лишь частично. Агент объясняет, что доза, что Джо ввёл ей, слишком маленькая, и ей требуется ещё. Договорить ему мешает неизвестное чудовище, которое убивает солдата и сжигает дом Джо. Сам же хозяин дома успевает сбежать на лодке, забрав с собой Зои.
Джо причаливает к рыбацкому доку, где Итан сражался с мутировавшим Джеком, и оставляет Зои. Исследуя полевой лагерь Umbrella, Джо натыкается на того же неизвестного монстра, который загоняет его на затонувший паром. Джо одолевает его и находит ещё одну ампулу с сывороткой, но очнувшийся монстр едва не убивает его. Джо спешит к Зои, но не успевает сделать ей инъекцию — монстр её похищает. Джо преследует их до заброшенной часовни, где вновь вынужден драться с ним. Сорвав с монстра импровизированную маску, Джо узнаёт в нём своего брата, но тот всё равно вырубает Джо и, заперев его в гробу, сбрасывает в реку.
Джо удаётся выбраться на берег, откуда он по тропе добирается до усадьбы Бэйкеров, где его брат уже успел вырезать всех оперативников в палаточном лагере. Там же Джо находит себе новое оружие — AMG-78 (Силовой механический протез для руки). Испытав его на плесневиках, Джо проникает в дом и вступает в последний бой с братом. Покончив с его страданиями, Джо находит Зои и вводит ей лекарство, после чего в дом врываются оперативники Umbrella во главе с Редфилдом.
В эпилоге Зои, после медицинских обследований, соглашаются отпустить, так как она теперь исцелена от плесени Эвелины. Джо говорит племяннице, что хоть её родные и стали монстрами, они всё ещё любили её. Крис, разговаривая с неизвестным собеседником по телефону, передаёт трубку Зои. Звонившим оказывается Итан, который, как и обещал, нашёл тех, кто ей поможет. Зои извиняется перед ним за всё, что наговорила в доках, и благодарит за помощь.

## Разработка
Вскоре после выпуска Resident Evil 6 продюсер Масатика Кавата отметил, что в компании Capcom идут внутренние дискуссии о направлении, в котором должна двинуться серия дальше. Отмечалось, что в последней игре, показывающей биотеррористические атаки по всему миру, масштаб повествования вышел за всякие рамки и было утрачено то, что делало серию особенной. Начальник Каваты, Дзюн Такэути, заявлял, что нужно «счистить» с серии всё лишнее, вернув центральное для неё ощущение ужаса, и что игра должна быть «страшной, но интересной». Разработчики посчитали, что смогут добиться этого наилучшим образом, ограничив действие игры одной локацией и использовав режим игры от первого лица для создания максимального эффекта погружения, причём такое решение было принято задолго до того, как разработчики задумались о виртуальной реальности. Первые задачи при разработке были установлены следующим образом: вид от первого лица, фотореалистичная графика, однопользовательская игра без кооперативного режима, минимум отсылок к предыдущим играм и их персонажам.
Разработка новой игры началась приблизительно в феврале 2014 года. Руководителем разработки игры был назначен Коси Наканиси, ранее руководивший созданием Resident Evil: Revelations; под его началом над Resident Evil 7 работала группа разработчиков из 120 человек, собранная в рамках японского подразделения компании Capcom Japan. Говоря об играх от первого лица, близких к Resident Evil 7, Наканиси заявил, что разработчики ознакомились «со всеми survival horror от первого лица, какие сейчас есть, например… Outlast», но решили — в отличие от этих игр, где игровой персонаж, как правило, беззащитен — дать игроку оружие, чтобы он мог обороняться от врагов.
Игра основана на новом игровом движке RE Engine, включающем в себя средства для разработки игр в виртуальной реальности. По словам руководителя разработки игры Коси Наканиси, рабочим названием проекта было «Харавата»  (яп. はらわた харавата, «кишки, внутренности») — одновременно указание на кровавые сцены, которые должна была демонстрировать игра, и отсылка к японскому названию фильма ужасов «Зловещие мертвецы», одного из ключевых источников вдохновения для игры. Руководствуясь тем же желанием сделать игру более камерной и клаустрофобической, разработчики ограничили количество противников игрока до нескольких персонажей — основными врагами в игре являются члены семейства Бэйкеров, причём с каждым из них связан свой поджанр кинематографических ужасов и соответствующие темы в игре: Маргарита с её удлиняющимися конечностями и рвотой многоножками воплощает в себе боди-хоррор, кровожадный Джек — поджанр слэшеров, а Лукас с его страстью к садистским «играм» — психологические ужасы в духе серии «Пила». По задумке разработчиков, каждое столкновение с тем или иным членом семейства Бэйкеров должно заставлять игрока искать новые механики для победы над боссом, а не просто стрелять в него до победы.
За год до анонса игры компания Capcom показала на выставке E3 2015 демоверсию под названием KITCHEN (рус. «кухня») игры в виртуальной реальности от первого лица, использующей тот же самый движок. Хотя игра Resident Evil 7 находилась в разработке задолго до обнародования KITCHEN, разработчики воспользовались шансом посмотреть, как движок RE Engine и его возможности по работе с виртуальной реальностью будут восприняты публикой. В качестве связи с неанонсированной на тот момент игрой Resident Evil 7 в логотипе KITCHEN в букве «T» была проведена чёрточка, делавшая её похожей на цифру «7»; впрочем, по словам Каваты, эта деталь осталась практически незамеченной аудиторией. Спустя четыре месяца в ежегодном сводном отчёте Capcom был отмечен успех, который снискала демоверсия KITCHEN, и было отмечено, что Development Division 1 — внутренняя студия Capcom, отвечающая за разработку серии Resident Evil — займется созданием продуктов для рынка виртуальной реальности. К этим продуктам относились новый игровой движок и игры для нового поколения игровых консолей.
Игра была анонсирована в рамках пресс-конференции Sony на выставке E3 2016. Демоверсия игры для PlayStation 4 под названием Resident Evil 7 Teaser: Beginning Hour вышла 14 июня, сразу же после анонса игры. На момент анонса разработка игры была завершена на 65 %.
На конференции CEDEC разработчики рассказали о технологиях по работе с новым движком. Студия использовала фотограмметрию, чтобы создать реалистичные модели и объекты. Capcom создали целую студию, в которой расположено около 100 фотокамер. Снимки, сделанные этими камерами, обрабатываются и выдают уже готовую модель. Используя грим, дизайнеры смогли создать как модели персонажей, так и мутантов.
В рамках анонса игры на E3 2016 был также анонсирован демотизер под названием Beginning Hour. Само демо выпущено для PlayStation 4, позже оно было выпущено на других платформах. Действие тизера разворачивается в заброшенном доме, откуда игрок должен выбраться. Игрок может исследовать дом, подбирая и взаимодействуя с различными предметами, которые помогут в решении задачи.

## Критика
| Сводный рейтинг       | Сводный рейтинг                           |
| Агрегатор             | Оценка                                    |
| --------------------- | ----------------------------------------- |
| GameRankings          | (PC) 81,25 % (PS4) 86,86 % (XONE) 88,09 % |
| Metacritic            | (PC) 83/100 (PS4) 86/100 (XONE) 86/100    |
| OpenCritic            | 86/100                                    |
| «Критиканство»        | 86/100                                    |
| Иноязычные издания    |                                           |
| Издание               | Оценка                                    |
| Destructoid           | 10/10                                     |
| EGM                   | 9,5/10                                    |
| Famitsu               | 36/40                                     |
| Game Informer         | 8,5/10                                    |
| GamePro               | 88 %                                      |
| GameSpot              | 8/10                                      |
| GamesRadar+           | [ 39 ]                                    |
| IGN                   | 7,7/10                                    |
| PC Gamer (US)         | 90/100                                    |
| Polygon               | 9/10                                      |
| The Guardian          | [ 43 ]                                    |
| Русскоязычные издания |                                           |
| Издание               | Оценка                                    |
| 3DNews                | 8/10                                      |
| «IGN Россия»          | 9/10                                      |
| PlayGround.ru         | 9/10                                      |
| Riot Pixels           | 60 %                                      |
| StopGame.ru           | Изумительно                               |
| «Игромания»           | 8/10                                      |
| «Игры Mail.ru»        | 9,5/10                                    |
| «Канобу»              | 7/10                                      |
| «НИМ»                 | 7,9/10                                    |

По данным агрегатора рецензий Metacritic, игра получила «преимущественно положительные» отзывы прессы. Сайт Игромания поставил седьмой номерной части хоррор-цикла восемь баллов из десяти возможных.

### Награды
В 2018 году Resident Evil 7: Biohazard заняла первое место в номинации «VR-игра года 2017» и стала «Лучшим хоррором 2017» года по мнению сайта Игромания
В 2022 году сайт IGN провёл опрос среди читателей на самую страшную игру всех времён. Resident Evil 7: Biohazard занял третье место.

### Продажи
Ещё до выхода игры Capcom ожидала от неё коммерческого успеха — до конца марта 2017 года планировалось продать 4 миллиона копий игры. 27 января 2017 года, вскоре после выпуска, Capcom сообщила, что в магазины по всему миру отгружено 2,5 миллиона физических копий игры. Этот показатель был заметно меньше ожидаемого — для Resident Evil 5 и Resident Evil 6 отгрузки в первую неделю составляли 4 и 4,5 миллиона копий соответственно — и даже привёл к падению акций Capcom на Токийской фондовой бирже более чем на 3 %. Тем не менее, игра возглавила рейтинг продаж среди всех игр в США в январе 2017 года. К концу апреля 2017 года общие продажи игры составили 3,5 миллиона копий — на 500 тысяч меньше, чем изначально рассчитывала Capcom. Летом 2018 года, благодаря уязвимости в защите Steam Web API, стало известно, что точное количество пользователей сервиса Steam, которые играли в игру хотя бы один раз, составляет 668 829 человек. На январь 2023 года совокупные продажи Resident Evil 7 за всё время достигли 11,7 миллиона копий. 30 июня 2023 года в списке платиновых выпусков Capcom было уже 12,4 миллионов копий, на 31 декабря 2024 года — 14,4 миллионов, на 31 марта 2025 года — 14,7 миллионов.